# Longitarsus suspectus
Longitarsus suspectus är en skalbaggsart som beskrevs av Willis Blatchley 1921. Longitarsus suspectus ingår i släktet Longitarsus och familjen bladbaggar. Inga underarter finns listade i Catalogue of Life.